# Jaramillo de la Fuente
Jaramillo de la Fuente è un comune spagnolo di 53 abitanti situato nella comunità autonoma di Castiglia e León.